# Mort Stulmaker
Morton Stulmaker (Albany (New York), 14 juni 1906 – 25 juli 1988) was een Amerikaanse jazzbassist.

## Biografie
Stulmaker kwam uit een muzikale familie. Zijn moeder speelde piano, zijn vader en twee broers viool. Als tiener speelde hij als pianist in stomme filmbioscopen, voordat hij overstapte naar de contrabas. Hij was een van de weinige linkshandige bassisten van zijn tijd en maakte deel uit van de band van Bunny Berigan. Hij werkte ook in de jaren 1930 samen met Eddie Condon, Red Nichols, Benny Goodman, Jack Teagarden, Joe Marsala, Stan King, Dave Tough, Max Kaminsky, Brad Gowans, Billy Butterfield en Bud Freeman. Na zijn huwelijk in 1939 stopte Stulmaker met het uitgebreide toeren en werkte hij als orgelleraar in het warenhuis Macy's op 34th Street. Op het gebied van jazz was hij tussen 1936 en 1951 betrokken bij 33 opnamesessies, naast de opnamen van Red McKenzies Mound City Blue Blowers, Peggy Lee, Dick McDonough en Lee Wiley. Gunther Schuller benadrukt zijn speciale arco- en pizzicato-spel in Bunny Berigans sextetversie van I Can't Get Started in 1936.

## Overlijden
Mort Stulmaker overleed in juli 1988 op 82-jarige leeftijd.
- Bibliothèque nationale de France: cb14230580j (data)
- International Standard Name Identifier: 0000 0000 0290 4776
- MusicBrainz: 01a4e27c-ee86-4f55-8803-b0264191d63a
- Virtual International Authority File: 12517526